# Miguel Rodrigo Pereira Vargas
Miguel Rodrigo Pereira Vargas (Lisbona, 18 novembre 1978) è un ex calciatore portoghese, di ruolo centrocampista.

## Carriera

### Club

#### Le giovanili allo Sporting e i vari prestiti
Nato a Lisbona, entra a 10 anni nelle giovanili dello Sporting, non riuscendo però mai a debuttare in prima squadra coi Leões. Viene quindi mandato in prestito all'Académica di Coimbra per la stagione 1997-1998, dove ha modo di debuttare in Primeira Divisão a 19 anni. Successivamente lo Sporting lo presta al suo club satellite, il Lourinhanense, e in seguito al Paços Ferreira e all'Espinho dal 1999 al 2000.

#### Sporting Lisbona B
Nel 2000-2001 Miguel Vargas gioca una stagione intera nello Sporting Lisbona B, la squadra delle riserve dei bianco-verdi, militante all'epoca in terza divisione portoghese.

#### Alverca
Nell'estate 2001 viene ceduto a titolo definitivo all'Alverca ma la squadra retrocede al termine della Primeira Liga 2001-2002. La stagione successiva l'Alverca riesce a riconquistarsi la massima serie, ma alla fine del campionato 2003-2004 retrocede nuovamente in Segunda.

#### União Leiria ed Estoril Praia
Dopo una breve esperienza all'União Leiria nel 2004, Miguel Vargas milita nell'Estoril Praia, in seconda serie, dal 2005 al 2006.

#### APOP Kinyras
Dal 2006 Vargas inizia la sua carriera fuori dal Portogallo, ossia a Cipro. Inizialmente viene ingaggiato dall'APOP Kinyras con il quale centra la promozione in massima serie cipriota al termine della stagione 2006-2007. Il portoghese rimane per un'altra stagione e mezza, dal 2008 al 2009.

#### AEL Limassol
Durante il mercato invernale di gennaio 2009, il giocatore viene acquistato dall'AEL Limassol, dove ritrova il suo ex compagno allo Sporting, all'Alverca e all'União Leiria Pedro Torrão. Nei suoi anni a Limassol (dal 2009 al 2011) Vargas mette a referto numerosi assist, oltre che a segnare due doppiette nel corso della stagione 2009-2010: la prima contro il Doxa Katōkopias, mentre la seconda nel 3-1 contro il Nea Salamis Famagosta.

#### AEP Pafo
Nella stagione 2011-2012 firma un contratto annuale con l'AEP Pafo, in B' Katīgoria, riuscendo a centrare la promozione in prima divisione, dopo aver segnato undici reti in 26 partite di campionato.

#### Agia Napa
Nel 2013, dopo una breve esperienza all'Agia Napa (condita da due gol in sette presenze), conclude la sua carriera nel calcio giocato.

### Nazionale
Miguel Vargas è stato convocato in tutte le nazionali giovanili del Portogallo, con le quali ha collezionato un totale di 41 presenze e 17 reti.

## Palmarès

### Club
- Seconda Divisione cipriota: 1

APOP Kinyrias: 2006-2007